# Шляхове (Великобурлуцький район)
Шляхове́ — колишнє село в Україні, у Великобурлуцькій селищній громаді Куп'янського району Харківської області. Зняте з обліку 2013 року рішенням Харківської облради 

## Географія
Село Шляхове знаходиться за 2 км від річки Нижня Дворічна, на відстані 2 км від села Рогозянка і селища Шипувате. До села примикає невеликий лісовий масив (дуб), через село протікає пересихаючий струмок на якому зроблена невелика загата.

## Історія
- 1650 — дата заснування.
- Червень 2013 року — Харківська облрада ухвалила рішення про зняття з обліку села Шляхове і направило до Верховної Ради України відповідне клопотання.[1]
- 12 червня 2020 року, відповідно до розпорядження Кабінету Міністрів України № 725-р «Про визначення адміністративних центрів та затвердження територій територіальних громад Харківської області», Новоолександрівська сільська рада об'єднана з Великобурлуцькою селищною громадою[2].
- 19 липня 2020 року, в результаті адміністративно-територіальної реформи та ліквідації Великобурлуцького району, селище увійшло до складу Куп'янського району Харківської області[3].
- 24 лютого 2022 року почалася російська окупація території села.